# Izamal
Izamal är en ort i Mexiko.   Den ligger i kommunen Izamal och delstaten Yucatán, i den östra delen av landet, 1 100 km öster om huvudstaden Mexico City. Izamal ligger 15 meter över havet och antalet invånare är 14 954.
Terrängen runt Izamal är mycket platt. Runt Izamal är det glesbefolkat, med 12 invånare per kvadratkilometer. Izamal är det största samhället i trakten. I omgivningarna runt Izamal växer i huvudsak lövfällande lövskog.